# Оксфорд (Мічиган)
Оксфорд (англ. Oxford) — селище (англ. village) в США, в окрузі Окленд штату Мічиган. Населення — 3492 особи (2020).

## Географія
Оксфорд розташований за координатами 42°49′24″ пн. ш. 83°15′15″ зх. д. / 42.82333° пн. ш. 83.25417° зх. д. (42.823224, -83.254197).  За даними Бюро перепису населення США в 2010 році селище мало площу 3,81 км², з яких 3,24 км² — суходіл та 0,56 км² — водойми.

## Демографія
Згідно з переписом 2010 року, у селищі мешкало 3436 осіб у 1335 домогосподарствах у складі 889 родин. Густота населення становила 903 особи/км².  Було 1468 помешкань (386/км²).
Расовий склад населення:
| - 95,1 % — білих - 1,9 % — чорних або афроамериканців - 0,7 % — азіатів - 0,2 % — корінних американців |

До двох чи більше рас належало 1,3 %. Частка іспаномовних становила 4,4 % від усіх жителів.
За віковим діапазоном населення розподілялося таким чином: 25,0 % — особи молодші 18 років, 64,8 % — особи у віці 18—64 років, 10,2 % — особи у віці 65 років та старші. Медіана віку мешканця становила 38,5 року. На 100 осіб жіночої статі у селищі припадало 97,1 чоловіків;  на 100 жінок у віці від 18 років та старших — 95,5 чоловіків також старших 18 років.
Середній дохід на одне домашнє господарство  становив 71 205 доларів США (медіана — 60 219), а середній дохід на одну сім'ю — 91 092 долари (медіана — 92 593). Медіана доходів становила 64 524 долари для чоловіків та 48 313 долари для жінок. За межею бідності перебувало 13,6 % осіб, у тому числі 8,7 % дітей у віці до 18 років та 10,5 % осіб у віці 65 років та старших.
Цивільне працевлаштоване населення становило 1717 осіб. Основні галузі зайнятості: виробництво — 20,9 %, освіта, охорона здоров'я та соціальна допомога — 20,5 %, науковці, спеціалісти, менеджери — 12,3 %, мистецтво, розваги та відпочинок — 9,2 %.